# Dansk vildt
Dansk vildt er et fællesmærke for vildtprodukter forendt og forarbejdet i Danmark. Dansk vildt blev registreret som varemærke den 7. december 1999. Mærket viser et skjold med egeløv, hvorunder et banner slynger sig med påskriften ”Dansk vildt”.
Mærket blev etableret på privat initiativ, i forbindelse med iværksættelse af produktion af fasaner som færdigret. Men blev antaget som et frivilligt fællesmærke (som lurmærket) af en arbejdsgruppe nedsat af en række virksomheder og organisationer, bl.a. Danske Herregårdsskytter, Danmarks Jægerforbund og en række vildtbehandlere og -forhandlere, der havde til formål at udvikle initiativer som kunne øge kendskab og efterspørgsel på vildt som fødevare.
Varemærket ”Dansk vildt” tilhører stadig et privat initiativ, men kan frit benyttes af alle godkendte producenter, behandlere og forhandlere af vildt i alle former, som både er opvokset og forendt i Danmark. Mod et håndteringsgebyr udleveres vektorgrafik på forlangende.